# Comuna Karpîlivka, Ohtîrka
Karpîlivka (în ucraineană Карпилівка) este o comună în raionul Ohtîrka, regiunea Sumî, Ucraina, formată din satele Husarșciîna, Karpîlivka (reședința) și Mîkolaiivka.

## Demografie
Componența lingvistică a comunei Karpîlivka
     Ucraineană (97,48%)
     Rusă (2,06%)
     Alte limbi (0,23%)
Conform recensământului din 2001, majoritatea populației comunei Karpîlivka era vorbitoare de ucraineană (97,48%), existând în minoritate și vorbitori de rusă (2,06%).